# Jack Auty
Jack Auty (13 marzo 1995) è un ex sciatore alpino statunitense.

## Biografia
Auty, originario di Durham, ha fatto il suo esordio in gare valide ai fini del punteggio FIS il 16 dicembre 2010, classificandosi 25º  in uno slalom speciale ad Attitash. Due anni dopo, il 5 dicembre 2012, ha debuttato in Nor-Am Cup partecipando alla discesa libera di Copper Mountain e chiudendo 63º. Quattro giorni dopo, sempre a Copper Mountain, ha conquistato il suo unico podio nel circuito, vincendo il supergigante in programma.
Si è ritirato durante la stagione 2017-2018 e la sua ultima gara è stata uno slalom gigante FIS disputato a Sugarloaf il 20 dicembre, non completato da Auty; in carriera non ha mai esordito in Coppa del Mondo né preso parte a rassegne olimpiche o iridate.

## Palmarès

### Nor-Am Cup
- Miglior piazzamento in classifica generale: 63º nel 2013
- 1 podio:
  - 1 vittoria

#### Nor-Am Cup - vittorie
| Data            | Località        | Paese       | Specialità |
| --------------- | --------------- | ----------- | ---------- |
| 9 dicembre 2012 | Copper Mountain | Stati Uniti | SG         |

Legenda:

SG = supergigante